# Арджеш (повіт)
Арджеш (рум. Județul Argeș) — румунський повіт у Волощині у Мунтенії. Столиця — місто Пітешть.

## Географія
Площа території — 6862 км².
Північна частина зайнята Фегераськими горами висотою понад 2400 м, які є частиною Південних Карпат. На північному сході гори Леаоте. Між цими гірськими масивами перевал Руцер-Бран на місто Брашов. Центральна частина повіту зайнята передкарпатськими пагорбами висотою до 800 м, що росічені глибокими річковими долинами. На півдні повіту північна частина Нижньодунайської рівнини.
Річки повіту:
- головна річка повіту — Арджеш (річка)
- на півдні річки: Ведя і Телеорман.

## Населення
У 2002 році 652,6 тис. мешканців. Щільність населення 95 осіб на км².
Національний склад:
- румуни — 96 %[2]
- цигани і інші — 4 %.

| Рік  | Населення повіту |
| ---- | ---------------- |
| 1948 | 448,964          |
| 1956 | 483,741          |
| 1966 | 529,833          |
| 1977 | 631,918          |
| 1992 | 681,206          |
| 2002 | 652,625          |

### Міста
- Пітешть
- Кимпулунг
- Куртя-де-Арджеш
- Міовень
- Костешть
- Тополовень
- Штефенешті

## Персоналії
- Іон Діаконеску (1917—2011) — румунський антикомуністичний активіст і політик.